# Myrtillocactus
Myrtillocactus Console – rodzaj sukulentów z rodziny kaktusowatych (Cactaceae). Gatunki z tego rodzaju występują w Gwatemali i Meksyku (Baja California, Oaxaca, Puebla, Tamaulipas).

## Systematyka
Synonimy
Myrtillocereus Fric & Kreuz.
Pozycja systematyczna według APweb (aktualizowany system APG III z 2009)
Należy do rodziny kaktusowatych (Cactaceae) Juss., która jest jednym z kladów w obrębie rzędu goździkowców (Caryophyllales) i klasy roślin okrytonasiennych. W obrębie kaktusowatych należy do plemienia Pachycereeae, podrodziny Cactoideae.
Pozycja w systemie Reveala (1993-1999)
Gromada okrytonasienne (Magnoliophyta Cronquist), podgromada Magnoliophytina Frohne & U. Jensen ex Reveal, klasa Rosopsida Batsch, podklasa goździkowe (Caryophyllidae Takht.), nadrząd Caryophyllanae Takht., rząd goździkowce (Caryophyllales Perleb), podrząd Cactineae Bessey in C.K. Adams, rodzina kaktusowate (Cactaceae Juss.), rodzaj Myrtillocactus Console.
Gatunki
- Myrtillocactus chicjipe(inne języki) (Gosselin) P.V. Heath
- Myrtillocactus cochal(inne języki) (Orcutt) Britton & Rose
- Myrtillocactus geometrizans(inne języki) (Mart. ex Pfeiff.) Console
- Myrtillocactus schenckii(inne języki) (J.A. Purpus) Britton & Rose